# Wilhelm Stuckart
Wilhelm Stuckart (ur. 16 listopada 1902 w Wiesbaden, zm. 15 listopada 1953 w Hanowerze) – niemiecki polityk, zbrodniarz hitlerowski, sekretarz stanu w Ministerstwie Spraw Wewnętrznych III Rzeszy, współodpowiedzialny za wprowadzanie w Niemczech rasistowskiego ustawodawstwa.

## Życiorys

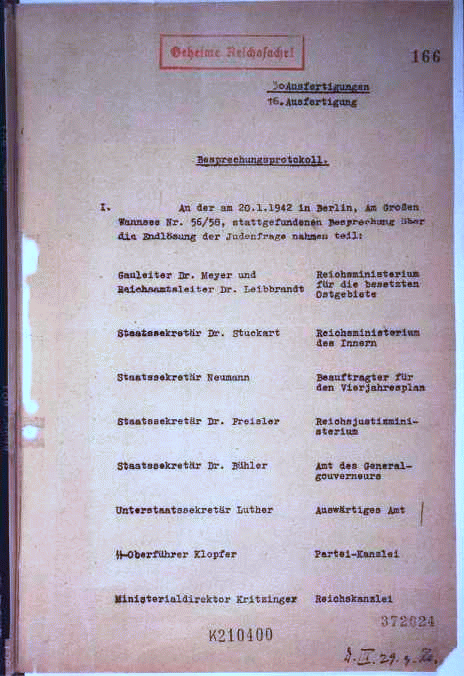
Strona protokołu z listą uczestników Konferencji w Wannsee z nazwiskiem Stuckarta

Urodził się w Wiesbaden, studiował prawo na Uniwersytetach we Frankfurcie nad Menem i w Monachium. Należał do Freikorps i był dwukrotnie uwięziony przez Francuzów za działalność opozycyjną. Jako skrajny prawicowiec, Stuckart wstąpił do NSDAP w 1922, zostając w niej radcą prawnym (1926), a następnie sędzią (1930). Jego kariera nabrała rozpędu po zdobyciu władzy przez narodowych socjalistów w styczniu 1933. W czerwcu 1933 został sekretarzem stanu w pruskim Ministerstwie do spraw Kultury, Oświaty i Kościoła, a we wrześniu tego roku także członkiem pruskiej Rady Stanu. Wreszcie w marcu 1935 Stuckart powołany został na stanowisko sekretarza stanu w Ministerstwie Spraw Wewnętrznych Rzeszy. W 1936 wstąpił do SS.
W Ministerstwie kierował departamentem do spraw konstytucyjnych i ustawodawstwa. Stuckart był jednym z inicjatorów i twórców osławionych Ustaw norymberskich (1935), dyskryminujących niemieckich Żydów. Następnie w 1936, wraz z Hansem Globke, wydał komentarze do narodowosocjalistycznego prawa rasowego. Opublikował także liczne prace dotyczące narodowo socjalistycznej teorii prawa. W 1942 Stuckart wziął udział w konferencji w Wannsee (organizowanej przez Reinharda Heydricha), która zapoczątkowała systematyczną eksterminację europejskich Żydów. Gorąco popierał on w trakcie konferencji plany „ostatecznego rozwiązania”, masową sterylizację wszystkich nie-aryjczyków oraz bezwzględny zakaz tzw. małżeństw mieszanych. W sprawach rasowych Stuckart wykazywał nawet większy radykalizm niż Heydrich.
W 1945 został aresztowany przez aliantów i zasiadł na ławie oskarżonych w tzw. procesie ministerstw (jednym z procesów norymberskich przed Amerykańskimi Trybunałami Wojskowymi). Stuckart twierdził, iż nie wiedział o obozach zagłady, co nie wydaje się odpowiadać rzeczywistości. Mimo że uznany za winnego zbrodni przeciw ludzkości, po ogłoszeniu wyroku został zwolniony z więzienia, gdyż Trybunał uznał, iż Stuckart odbył już swoją karę, przebywając w areszcie przed i w toku procesu. Wypuszczony w 1949, w sumie spędził w więzieniu 3 lata i 10 miesięcy.
Wilhelm Stuckart zginął w 1953 w wypadku samochodowym pod Hanowerem. 